# Wroxeter
Pour l’article homonyme, voir Wroxeter (homonymie).
Wroxeter est un village du Shropshire en Angleterre, situé à proximité du site de la cité romaine de Viroconium, une des plus grandes villes de la province romaine de Bretagne.

## Galerie

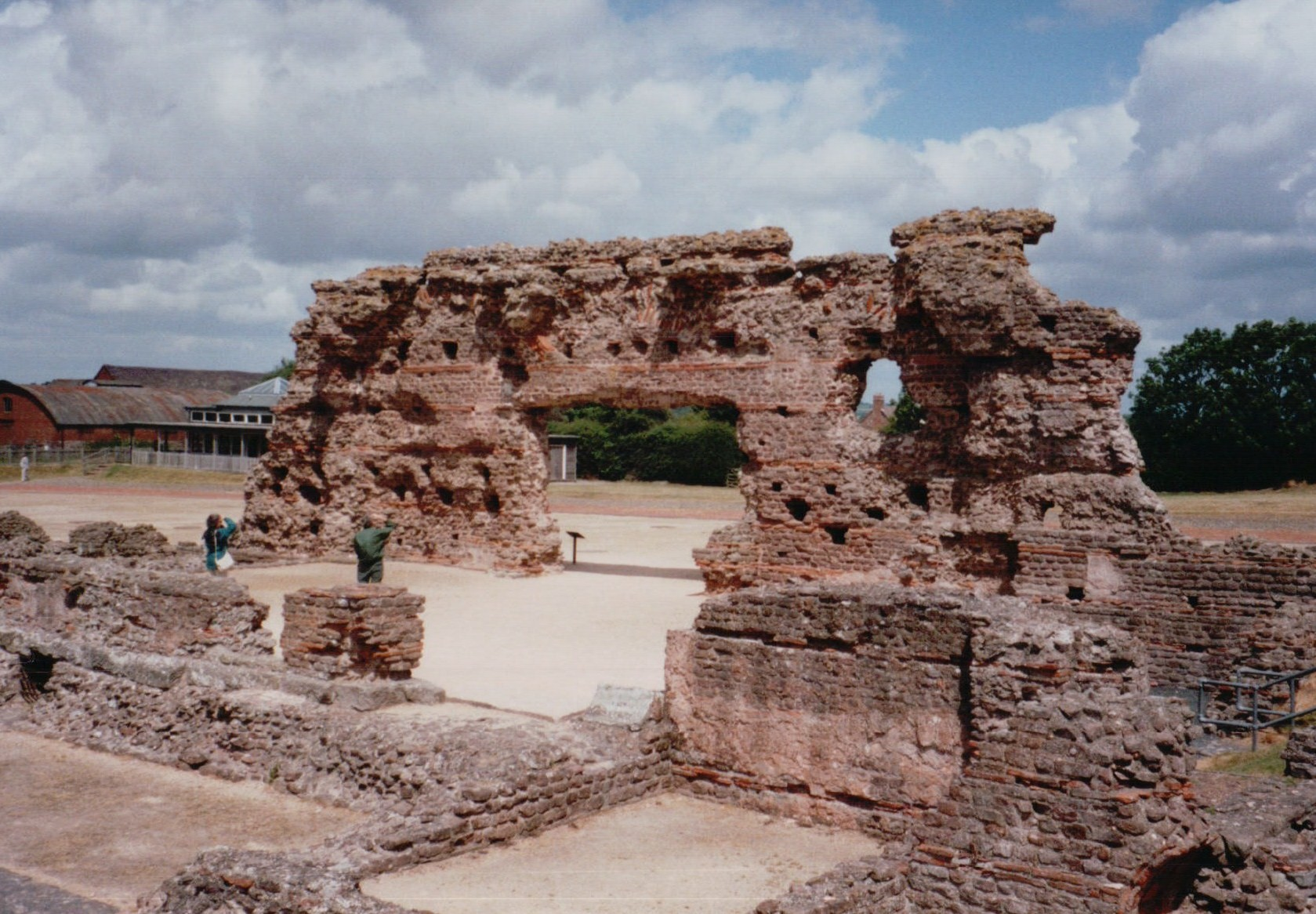
Ruines romaines à proximité de Wroxeter
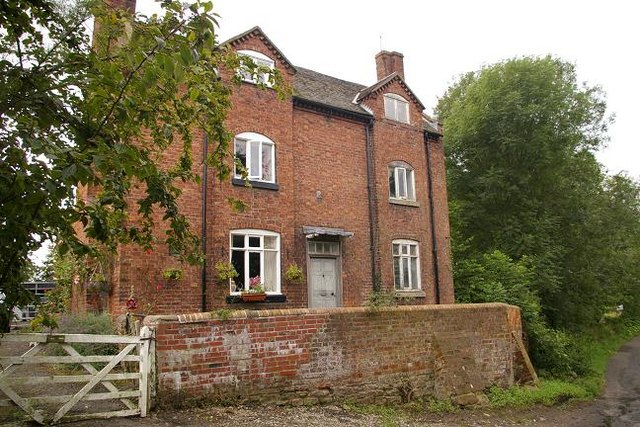
Maison à Wroxeter